# Sexstrimmig plattstumpbagge
Sexstrimmig plattstumpbagge (Platysoma minus) är en skalbaggsart som först beskrevs av Rossi 1792.  Sexstrimmig plattstumpbagge ingår i släktet Platysoma, och familjen stumpbaggar. Enligt den svenska rödlistan är arten nära hotad i Sverige. Arten förekommer i Götaland, Gotland, Öland, Svealand, Nedre Norrland och Övre Norrland. Artens livsmiljö är skogslandskap.